# Moscha marmorata
Moscha marmorata är en fjärilsart som beskrevs av George Francis Hampson 1893. Moscha marmorata ingår i släktet Moscha och familjen nattflyn. Inga underarter finns listade i Catalogue of Life.